# Rome: Total War
Rome: Total War ist ein im September 2004 erschienenes rundenbasiertes Strategiespiel, das von dem britischen Entwickler Creative Assembly entwickelt und vom japanischen Konzern Sega für Windows veröffentlicht wurde. Das Computerspiel stellt den dritten Teil der Spieleserie Total War dar.
In einer Kombination von rundenbasierten mit Echtzeitspielelementen übernimmt der Spieler die Kontrolle über eine Regionalmacht des 3. vorchristlichen Jahrhunderts, etwa die Römische Republik oder das Seleukidenreich, und versucht, diese zu einer Großmacht zu entwickeln. Dazu stehen dem Spieler primär militärische aber auch diplomatische Mittel zur Verfügung. Im rundenbasierten Modus übernimmt der Spieler Verwaltungs- und Logistikaufgaben in seinem Imperium. Trifft eine Armee des Spielers auf eine feindliche Armee, geht das Spiel in den Echtzeit-Modus über, in dem der Spieler seine Truppen als Kommandant befehligt.
Rome: Total War erhielt von der Fachpresse durchgängig sehr gute Bewertungen. Es erreichte bei Metacritic eine Metawertung von 92 von 100 Punkten. Für das Spiel wurden zwei Erweiterungen veröffentlicht, 2005 erschien Barbarian Invasion, 2006 Alexander. Am 2. Juli 2012 kündigte Creative Assembly die Entwicklung einer Neuauflage des Titels mit dem Titel Rome II an. Feral Interactive veröffentlichte 2010 eine Version für Mac, gefolgt von einer überarbeiteten iPad-Version 2016 und einer iPhone-Version im Sommer 2018. Im Dezember 2018 erschien das Spiel auch in einer Version für Android-Geräte.
Eine modernisierte und überarbeitete Version des Spiels, Total War: Rome Remastered, erschien am 29. April 2021.

## Spielprinzip

### Allgemein
Rome: Total War ist ein in der Antike zur Zeit des Aufstiegs des römischen Reichs angesiedeltes Strategiespiel. Es umfasst und simuliert Einflüsse verschiedener Themenbereiche wie Wirtschaft und Politik. Strategisch orientierte Elemente kommen im rundenbasierten Spielmodus zum Tragen, militärische Auseinandersetzungen und taktische Spielzüge spielen sich dagegen im Echtzeitmodus ab.
Der Spieler übernimmt die Kontrolle über eine Großmacht der damaligen Zeit wie z. B. die Römische Republik, Karthago oder Makedonien und versucht, deren Einfluss weiter auszudehnen. Dazu stehen ihm Diplomatie, aber in erster Linie die Kriegsführung zur Verfügung. Der rundenbasierte Teil des Spiels findet auf einer Kampagnenkarte statt, auf der der Spieler die wirtschaftliche, politische und militärische Entwicklung seiner Nation durch Gebäudebau in Städten, Armeebewegungen, Angriffe, Verteidigungen oder den Einsatz von Agenten steuern. Den Echtzeit-Part stellen die Schlachten dar, zu denen es kommt, wenn sich Armeen verfeindeter Nationen begegnen.

### Rundenbasiertes Spiel
Der rundenbasierte Teil des Spieles wird von einer Übersichtskarte, der sogenannten Weltkarte bzw. Kampagnenkarte, aus gesteuert. Pro zeitlich unbegrenzter Runde kann der Spieler dabei verschiedene Aktionen festlegen und nach Abschluss der Runde ausführen lassen. Zu den rundenbasierten Aktivitäten zählt das Verwalten von Provinzen, die Befehlsausgabe an militärische Einheiten und der Einsatz von diplomatischen Mitteln. Danach werden die Züge der vom Computer gesteuerten Fraktionen ausgeführt, wonach wiederum die nächste Runde für den Spieler beginnt.
Jede Fraktion besitzt einen Stammbaum der herrschenden Familie der Fraktion. Zu Anfang umfasst dieser nur zwei bis drei Charaktere. Im weiteren Verlauf des Spiels wächst dieser immer weiter an. Die erwachsenen männlichen Charaktere, die im Stammbaum aufgeführt sind, stehen dem Spieler als Kommandanten und Statthalter zur Verfügung. Jeder Charakter besitzt bestimmte Attribute, die seine Amtsführung positiv und negativ beeinflussen.
Auf der dreidimensional dargestellten Kampagnenkarte, die verschiedene Regionen Europas und Westasiens und Nordafrikas abbildet, wird die Verwaltung der Landesprovinzen zur Gewinnung wirtschaftlicher und militärischer Ressourcen organisiert. In jeder Provinz befindet sich eine Provinzhauptstadt. Dort werden Steuern erhoben und Handelseinkommen erwirtschaftet, die der Spieler einsetzen kann, um militärische Einheiten zu rekrutieren und zu unterhalten und für den Bau von Ausbildungsgebäuden, Verwaltungssitzen, Festungsanlagen, Wirtschaftsgebäuden und Gebäuden, die die Zufriedenheit steigern, einsetzen kann. Wirtschaftsgebäude wie Häfen, Straßen, Märkte und landwirtschaftliche Verbesserungen generieren Einnahmen und beeinflussen das Bevölkerungswachstum. In den Provinzhauptstädten sind je nach Stimmung der eingesessenen Bevölkerung Revolten und Revolutionen möglich. Bei Revolten werden Gebäude in der Stadt beschädigt, bei Revolutionen wird die Besatzerarmee durch eine Rebellenarmee vertrieben und die Stadt erklärt sich für unabhängig.
Neben diesen Elementen stehen militärische Unternehmungen im rundenbasierten Teil im Mittelpunkt. Auf der Kampagnenkarte kann der Spieler die ihm zur Verfügung stehenden Einheiten steuern. Einheiten lassen sich zu größeren Verbänden gruppieren, um die Kampfkraft zu erhöhen. Nach der Auswahl eines Verbandes kann der Spieler diesen Zielkoordinaten zuweisen, die dieser anschließend über den kürzesten passierbaren Weg ansteuert. Wie weit eine Armee pro Runde ziehen kann, ist durch die ihnen zugeordneten Bewegungspunkte festgelegt. Jeder militärische Verband besitzt eine pro Runde nutzbare Anzahl an Bewegungspunkten, die proportional zur Bewegungsgeschwindigkeit der langsamsten mitgeführten Truppenart ist. So verfügen z. B. bewegliche Kavallerietruppen über mehr Bewegungspunkte als schwere Infanterie oder Belagerungsgerät.
Beim Aufeinandertreffen feindlicher Armeen, sei es im offenen Gelände oder beim Angriff auf feindliche Provinzstädte, besitzt der Spieler die Option, den Feind entweder zu bekämpfen oder sich zurückzuziehen. Entscheidet der Spieler sich für einen Kampf, kann dieser entweder durch den Computer anhand von Parametern wie Truppenstärke, Truppenzahl und herrschendes Wetter automatisch berechnet oder vom Spieler auf einer dreidimensionalen Karte in Echtzeit ausgefochten werden.
Eine Provinz kann entweder ausgehungert oder im Sturm genommen werden. Der Unterschied liegt für den Angreifer vor allem in der benötigten Zeit und dem Aufwand an Truppen. Bei Erfolg kann entschieden werden, ob die besiegte Stadt entweder „nur“ erobert wird oder ob die Einwohner versklavt (auf andere Städte aufgeteilt) oder ausradiert werden. Eine Eroberung hält die Schäden an den Gebäuden und der Bevölkerung relativ gering, allerdings ergeben sich nur geringe Beute und die Grundstimmung der Bevölkerung bleibt erhalten. Bei der Versklavung ist die Beute etwas höher und die Provinz erhält mit „Sklaven“ eine neue Handelsware, die die Handelseinnahmen erhöht. Außerdem reduziert sich die Bevölkerung und durch die deutlich geringere Bevölkerungszahl ist es leichter, die Provinz zu verwalten (daher verringert sich das Risiko einer Revolte erheblich). Das drastischste Mittel bleibt die „Ausradierung“ der Bevölkerung. Daraus ergeben sich eine hohe Beute, aber die Schäden an Gebäuden und vor allem Menschen sind besonders hoch. Die verringerte Bevölkerungszahl senkt wiederum das Risiko einer Revolte oder eine Revolution. 
Bei Seeschlachten führen die einzelnen Flotten bis zu 20 Schiffe in die Schlacht, die sich in der Mannstärke teilweise erheblich voneinander unterscheiden. Die beiden großen Gruppen von Schiffen sind zum einen die barbarischen Boote und die griechische/römisch/karthagisch/ägyptischen Triremen. Das Prinzip von Seeschlachten gleicht dem der Landschlachten, können allerdings nur automatisch geführt werden. Strategisch gesehen dienen Schiffe vor allem dem Truppentransport und der Blockade von Handelshäfen.

### Echtzeit-Spiel
Beim Echtzeit-Spiel werden in einer dreidimensionalen Umgebung Schlachten zwischen zwei oder mehr Fraktionen ausgetragen. Bei einem Gefecht führt jede beteiligte Fraktion bis zu 20 Einheiten ins Feld, die jeweils aus 24 bis 240 Soldaten bestehen. Die Zahl der mitgeführten Männer pro Einheit hängt vom Einheitentyp ab, so besteht z. B. eine Einheit Kavallerie aus wesentlich weniger Soldaten als eine Phalanx-Einheit.
Den Fraktionen stehen für die Schlachten zahlreiche Einheitentypen zur Verfügung, die sich an den historischen Rahmenbedingungen orientieren. Häufige Truppentypen sind Hopliten, Bogenschützen, Peltasten, Kavallerie, aber auch Maschinerie in Form von Ballisten oder Onagern. Viele Fraktionen verfügen zusätzlich noch über individuelle Einheiten. So verfügen z. B. asiatische Kulturen über Streitwagen und Kataphrakte.
Eine Schlacht ist in drei Phasen unterteilt. Zunächst formieren sich die Armeen. Nachdem dies beendet ist, was der Spieler per Knopfdruck entscheiden kann, beginnt die Kampfphase. Da die Schlachtfelder meist sehr weitläufig sind, sind eine Vielzahl von Taktiken und Strategien möglich. Dem Spieler stehen zahlreiche Befehle zur Verfügung, die er seinen Truppen erteilen kann. Dies schließt Bewegungs- und Angriffsbefehle ebenso ein, wie Formations- und Verhaltensanweisungen. Letztere können sich dabei sowohl auf die direkte Kampfkraft, als auch auf die Moral der Einheiten auswirken. Die Moral ist ein wichtiger Faktor in den Gefechten, denn sie bemisst die Standhaftigkeit der Soldaten. Soldaten mit geringer Moral sind eher geneigt, vom Schlachtfeld zu fliehen. Faktoren, die die Moral negativ beeinflussen sind z. B. überraschende Kavallerieangriffe oder deutliche numerische Unterlegenheit. Das Wetter kann ebenfalls Einfluss auf das Kampfgeschehen haben. So senkt z. B. starker Regen die Treffergenauigkeit von Bogenschützen und verhindert, dass diese Brandpfeile schießen können.
Die dritte Phase beginnt, nachdem eine Armee besiegt wurde. Der Spieler besitzt dann die Option, alle fliehenden Gegner zu verfolgen und zu bekämpfen. Eine Armee ist besiegt entweder, wenn alle ihre Einheiten aufgerieben wurden, oder wenn sich alle Einheiten auf der Flucht befinden. Verteidiger können zusätzlich eine Schlacht durch Spielen auf Zeit gewinnen. Denn es gibt eine Uhr, die als maximale Schlachtdauer 45 Minuten festlegt. Sollte es dem Angreifer innerhalb dieser Zeit nicht gelingen, den Verteidiger zu besiegen, so hat der Verteidiger die Schlacht gewonnen.

### Kampagne
Rome: Total War behandelt die Zeit vom Aufstieg bis zum Fall der Römischen Republik, es spielt zwischen den Jahren 270 v. Chr. bis 14 n. Chr. Im Fokus liegen drei römische Familien, das Haus der Julier, das Haus der Scipionen und das Haus der Bruti. Die drei Fraktionen versuchen, durch Eroberungen ihren Einfluss in Rom, welches vom Senat beherrscht wird, zu steigern. Einflussreiche Familien erhalten Zugang zu Senatsämtern, welche den Fraktionen bestimmte Boni einbringen. Jede Fraktion besitzt das Ziel, die eigene Fraktion zur Großmacht auszubauen. Dazu versucht jede von ihnen, die militärische Kontrolle über Rom zu erlagen. Zwischen den römischen Fraktionen, die von Beginn an verbündet sind, bricht im späteren Spielverlauf ein Bürgerkrieg aus. Die Kampagne wird von der Fraktion gewonnen, der es gelingt, Rom sowie 50 weitere Provinzen zu erobern.
Der Kampagnenverlauf ist weitgehend von den Aktionen des Spielers abhängig, ein linearer Kampagnenverlauf existiert nicht. Es gibt lediglich ein einziges vorgegebenes Ereignis, das den Spielverlauf deutlich beeinflusst, die marianischen Reformen. Dieses Ereignis tritt ab einer bestimmten Entwicklungsstufe bei den römischen Fraktionen ein. Die Römer erhalten bei diesem Ereignis, bei dem historisch gesehen die römische Armee zu einer Berufsarmee umgeformt wurde, Zugriff auf neue, kampfstarke Truppentypen, die den meisten anderen Fraktionen deutlich überlegen sind. Zusätzlich vergibt der Senat von Zeit zu Zeit Aufträge an die römischen Fraktionen, bei denen es um die Eroberung einer bestimmten Stadt oder die Belagerung eines Hafens geht. Für das Erledigen dieser Missionen erhalten die Fraktionen finanzielle oder militärische Unterstützung.

## Einheiten
Die im Spiel vorhandene Einheiten lassen sich unterteilen in taktische und strategische Einheiten. Diese orientieren sich weitgehend an historischen Vorbildern. Neben dem militärischen Einsatz können Einheiten auch für die Wahrung der öffentlichen Ordnung in eigenen Städten und Provinzen eingesetzt werden. Beispielsweise verringert eine starke besetzte Garnison die Gefahr einer Revolte deutlich.

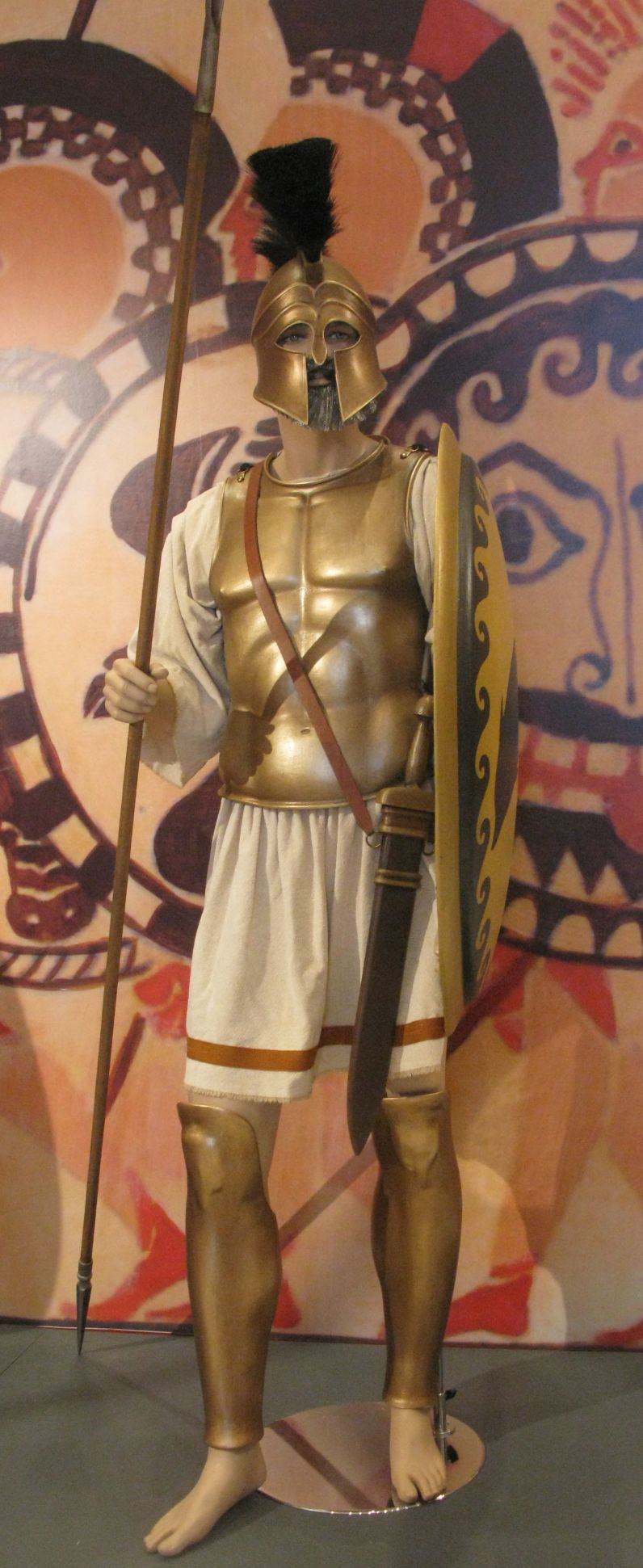
Mit Speeren bewaffnete Hopliten zählen zu den häufigsten Truppen in Rome: Total War

### Strategische Einheiten
Es gibt drei verschiedene Typen strategischer Einheiten, Diplomaten, Spione und Attentäter. Ihre Rekrutierung hängt von den existierenden Gebäuden einer Siedlung ab. Die Qualität eines Agenten wird an der Stufe seines Agententalentes erkennbar. Dieser Wert ist bei Rekrutierung noch relativ niedrig und wird durch erfolgreiche Missionen erhöht. Diplomaten ermöglichen die Kooperation mit anderen Völkern und können z. B. Handelsabkommen und Bündnisverträge aushandeln. Spionen dienen dazu, Informationen über feindliche Siedlungen und Armeen zu beschaffen. Attentäter sind in der Lage, gegnerische Charaktere zu ermorden und Gebäude zu sabotieren.

### Taktische Einheiten
Taktische Einheiten werden im Echtzeit-Modus eingesetzt und lassen sich vom Spieler unmittelbar beeinflussen. Zu diesen Einheiten zählen alle zeitgenössischen Truppengattungen wie zum Beispiel Hopliten, Legionäre, Bogenschützen oder Nah- bzw. Fernkampfkavallerie. Ebenso gibt es Kriegsmaschinen, etwa Ballisten und Onager. Die Einheiten unterscheiden sich im Hinblick auf ihre Rüstungen und ihre Waffen. Die Truppentypen unterscheiden sich zwischen den Fraktionen teilweise stark. So besitzen nomadische Völker wie die Skythen beispielsweise einen Schwerpunkt bei der Kavallerie, während bei römischen Kulturen die Infanterie ausgeprägt ist.

## Fraktionen
Rome: Total War beinhaltet 20 Fraktionen, die mehr oder weniger stark an historische Vorbilder angelehnt sind. Die Fraktionen unterscheiden sich hinsichtlich ihrer Startposition und den ihn zur Verfügung stehenden Truppen und Gebäude. Die Fraktionen werden im Spiel hinsichtlich ihrer Kulturen gegliedert. Die Kultur besitzt bei den meisten Fraktionen kaum Einfluss, lediglich die als barbarisch bezeichneten Völker besitzen bei ihren Möglichkeiten starke Einschränkungen. So ist es ihnen nicht möglich, große Städte so effektiv zu verwalten, wie es die anderen Kulturen können. Dadurch ist auch ihre Truppenvielfalt beschränkt. Dies wirkt sich besonders im späten Spielverlauf für die barbarischen Kulturen nachteilig aus.
Eine Sonderrolle bei den Fraktionen nehmen die Rebellen ein. Rebellen formieren sich, wenn in einer Siedlung eine zu hohe Unzufriedenheit herrscht. Bei hohem Unmut der Bevölkerung steigt die Gefahr, dass sie Stadt sich gegen ihren Besatzer erhebt und eigene Truppen aufstellt. Außerdem dienen die Rebellen auch dazu, kleinere Völker zu repräsentieren, etwa die Bithynier, die Galater oder die Saken. Daher kontrolliert diese „Fraktion“ bei Spielbeginn auch den Großteil der Karte.
Es ist möglich, durch einige Veränderungen der Spieldateien, sämtliche anderen Fraktionen (auch die Unspielbaren, außer dem Römischen Senat und die Rebellen) spielbar zu machen. Diese Fraktionen besitzen im Hauptmenü keine Fraktionsbeschreibung und kein Introvideo zu Beginn der Kampagne. Sie unterscheiden sich dabei insofern von den angrenzenden Fraktionen, dass sie bspw. nur über einen stark eingeschränkten Einheitenpool verfügen (z. B. verfügen die Skythen fast ausschließlich über Kavallerieeinheiten), oder über begrenzte Möglichkeiten des Gebäudeausbaus.
| Übersicht über die Fraktionen | Übersicht über die Fraktionen | Übersicht über die Fraktionen | Übersicht über die Fraktionen                                                                       | Übersicht über die Fraktionen |
| ----------------------------- | ----------------------------- | ----------------------------- | --------------------------------------------------------------------------------------------------- | ----------------------------- |
| Fraktion                      | Kultur                        | Spielbarkeit                  | Anmerkungen                                                                                         |                               |
| Julier                        | römisch                       | ✔                             | Kann Aufgaben vom Senat erhalten, zu Beginn mit den anderen Römern alliiert                         |                               |
| Scipionen                     | römisch                       | ✔                             | Kann Aufgaben vom Senat erhalten, zu Beginn mit den anderen Römern alliiert                         |                               |
| Bruti                         | römisch                       | ✔                             | Kann Aufgaben vom Senat erhalten, zu Beginn mit den anderen Römern alliiert                         |                               |
| Römischer Senat               | römisch                       | ×                             | Erteilt Aufgaben, expandiert nicht                                                                  |                               |
| Ägypter                       | ägyptisch                     | ✔                             | Sehr vielseitige Fraktion                                                                           |                               |
| Parther                       | östlich                       | ✔                             | Besitzen eine sehr starke Kavallerie                                                                |                               |
| Seleukiden                    | griechisch                    | ✔                             | Kurz nach Beginn mit den meisten Völkern verfeindet, besitzt Zugriff auf die meisten Einheitentypen |                               |
| Gallier                       | barbarisch                    | ✔                             | Ausgewogenes Angebot an Barbarentruppen                                                             |                               |
| Griechische Städte            | griechisch                    | ✔                             | Besitzt starke Phalanx-Truppen, schwache Kavallerie                                                 |                               |
| Karthager                     | afrikanisch                   | ✔                             | Besitzt zu Beginn die Seehoheit, Elefanten und ausgewogene starke Einheiten jeder Waffengattung     |                               |
| Germanen                      | barbarisch                    | ✔                             | Besitzt als einzige Barbarenfraktion Phalanx-Einheiten                                              |                               |
| Britannier                    | barbarisch                    | ✔                             | Besitzt als einzige Barbarenfraktion Streitwagen-Einheiten                                          |                               |
| Makedonen                     | griechisch                    | ×                             | Besitzt starke Phalanx-Truppen und eine gute Auswahl an Kavallerieeinheiten                         |                               |
| Thraker                       | griechisch                    | ×                             | Haben Zugriff auf griechische und barbarische Truppen                                               |                               |
| Daker                         | barbarisch                    | ×                             | Ausgewogenes Gemisch barbarischer Truppen                                                           |                               |
| Numidier                      | afrikanisch                   | ×                             | Besitzen eine im Verhältnis zum Rest ihrer Truppen starke Kavallerie                                |                               |
| Spanier                       | barbarisch                    | ×                             | Besitzen eine starke Infanterie                                                                     |                               |
| Pontier                       | östlich                       | ×                             | Haben Zugriff auf asiatische und griechische Truppen                                                |                               |
| Armenier                      | östlich                       | ×                             | Starke Kavallerie, ansonsten gute Auswahl anderer Waffengattungen                                   |                               |
| Skythen                       | barbarisch                    | ×                             | Besitzen eine sehr starke Kavallerie                                                                |                               |

## Rezeption

### Bewertungen in Spielemagazinen
Rome: Total War erhielt durchweg sehr gute Kritiken und wurde unter anderem mit dem „Gold-Award“ der Zeitschrift GameStar und dem „Editor’s Choice“ des US-amerikanischen Magazins PC Gamer ausgezeichnet. Besonders die beeindruckenden, riesigen 3D-Schlachten, in denen bisweilen bis zu 38.400 Soldaten gegeneinander kämpfen, erhielten großes Lob. Durch zahlreiche Vorschauberichte in diversen Computerspielemagazinen wurde es zu einem der meist erwarteten Strategiespiele des Jahres 2004.
Hingegen gab es Stimmen aus der Wargame-Community, die bemängelten, dass allzu oft auf Realismus verzichtet wurde, um das Spiel massentauglicher zu machen. So sind viele historische Begebenheiten stark vereinfacht oder gar unkorrekt dargestellt und einige der Militäreinheiten waren in der Antike, anders als im Spiel dargestellt, auch nicht im Einsatz (Gladiatoren als regulärer Armeebestandteil, Stadtkohorte als Elitetruppe des Kaiserreiches, auf dem Schlachtfeld kämpfende Druiden etc.).
Der Fernsehsender The History Channel nutzte die Spiele-Engine des Spieles, um in seiner 13-teiligen Sendereihe antike Schlachten wie die Schlacht bei Kadesch oder die Kämpfe der Römer gegen Attila den Hunnen detailliert darzustellen.
Der britische Fernsehsender BBC Two übernahm in Zusammenarbeit mit Entwickler Creative Assembly ebenfalls die Spiele-Engine, um in seiner Sendung Time Commanders ein Team von vier Spielern in Echtzeit in verschiedenen Schlachtszenarien gegen historische Feldherren antreten zu lassen.

### Modding-Gemeinde
Um Rome: Total War bildete sich bereits vor der Veröffentlichung der Endversion unter den Spielern der Total-War-Reihe eine große Moddinggemeinde. Diese entstanden zunächst aus Zweifel an der historischen Genauigkeit. Eine der frühesten Modifikationen, welche aus diesem Grund entstand und sich später zu einer der größten Modifikationen entwickelte, trug den Titel Europa Barbarorum. Im Laufe der Zeit veröffentlichten Spieler für Rome mehrere hundert Modifikationen, die vom Ändern von Texturen bis hin zu kompletten Überarbeitungen des Spielprinzips und des Szenarios reichen.

## Erweiterungen

### Barbarian Invasion
Das Add-on Barbarian Invasion thematisiert die Spätantike: Im Jahr 395 n. Chr. ist das römische Imperium in zwei Teile, das Weströmische und das Oströmische Reich, zerfallen und wird auf europäischer Seite von Barbarenstämmen bedroht. Das Add-on ersetzt alle Völker und die meisten Einheiten aus dem Hauptspiel. Darüber hinaus wurden in das Add-on einige neue Funktionen eingebaut. Es erschien im September 2005.
Die Aufgabe der Römer besteht darin, das jeweilige Imperium gegen die Barbarenhorden zu verteidigen und das gespaltene Reich wieder zu vereinen. Das Weströmische Reich, das Italien, Westeuropa und Nordafrika beherrscht, hat zudem noch mit Aufständen, Schulden und Religionsunterschieden zu kämpfen. Das Oströmische Reich startet dagegen wesentlich angenehmer, wird jedoch stärker von den anrückenden Horden aus dem Osten, unter anderem den Hunnen, bedroht.
Die Barbaren sind ihrerseits in zwei Lager aufgeteilt. Auf der einen Seite stehen die ansässigen Barbaren, zum Beispiel die Franken, Sachsen oder Goten, die im Zuge des Zerfalls des römischen Reiches an Macht gewonnen haben, und nun vom Sturm aus dem Osten bedroht werden. Sie sind untereinander zerstritten und führen Kriege gegen ihre Nachbarn und gegeneinander. Allerdings ist es einfach Bündnisse zu schließen, wobei man sich allerdings sicher sein kann, dass diese Bündnisse nicht eingehalten werden. Auf der anderen Seite stehen von allen Seiten anrückende heimatlose Reiterhorden wie die Hunnen oder Vandalen, die Osteuropa und Nordafrika angreifen und versuchen, sich eine Heimat zu schaffen.

### Alexander
Das letzte Add-on zu Rome: Total War erschien im Juni 2006 und thematisiert die Feldzüge Alexanders des Großen und wurde zunächst als kostenpflichtiger Download angeboten. Später erschien auch eine Version für den Einzelhandel.
Es behandelt vor allem Alexanders Kampf gegen das Perserreich. Die Strategie ist durch das Spielziel und die Gegebenheiten stark eingeschränkt. In der Praxis handelt es sich um eine Aneinanderreihung von Schlachten mit minimalem Einfluss der finanztechnischen Entscheidungen. Stets hat der Spieler den Zeitdruck vor Augen. Die Diplomatie fällt in diesem Add-On – ganz im Gegensatz zum Rest der Reihe – vollkommen aus. Man befindet sich stets mit allen anderen Fraktionen im Krieg. Obwohl die Spielregeln gleich geblieben sind, stehen dem Spieler in der Rolle Alexanders regelmäßig nur Speerträger (Phalanx, Hopliten), Kavallerie (Hetairenreiterei) und schwache Plänkler (Peltasten) zur Verfügung. Damit ist man gezwungen, gegen zahlenmäßig überlegene Kräfte zu kämpfen. Deshalb und aufgrund der Nachschublage an Truppen auf den ausgedehnten Feldzügen, muss der Spieler auf Söldnerverbände zurückgreifen, die unterwegs angeworben werden können.
Im Unterschied zu dem Add-on „Barbarian Invasion“ hebt „Alexander“ ältere Versionen von „Rome – Total War“ nicht automatisch auf ein neues Level. Zum Spielen wird der Patch 1.5 oder höher benötigt.

## Trivia
- Wie in vielen anderen Medien, die sich mit historischen Themen auseinandersetzen, tauchen auch in Rome:Total War historische Ungenauigkeiten oder auch Fehler auf: Auf der Kampagnenkarte ist Mogontiacum (Mainz) östlich des Rheins abgebildet, obwohl die Stadt westlich des Rheins liegt. Die Stadt Trier liegt im Spiel südlicher als in der Realität.
- Die Provinz Hyperboria bezeichnet das sagenhafte, von den antiken griechischen Geographen und Mythographen weit im Norden lokalisierte Land. Ihre Hauptstadt ist Themiskyra, die legendäre Hauptstadt der Amazonen.
- Die Hauptstadt der Provinz Locus Gepidae (Ort der Gepiden) ist Domus Dulcis Domus, was ins Englische übersetzt Home Sweet Home bedeutet.
- Es gibt mehrere Referenzen auf anderen Medien: Die Beschreibungen der Judäischen Zeloten oder eines Aquädukts etwa spielen auf Das Leben des Brian an. Wird das Spiel in der englischen Sprache gespielt, fordert die ägyptische Fraktion irgendwann vom Spieler All your base are belong to us.